# Vulcanismo bimodal

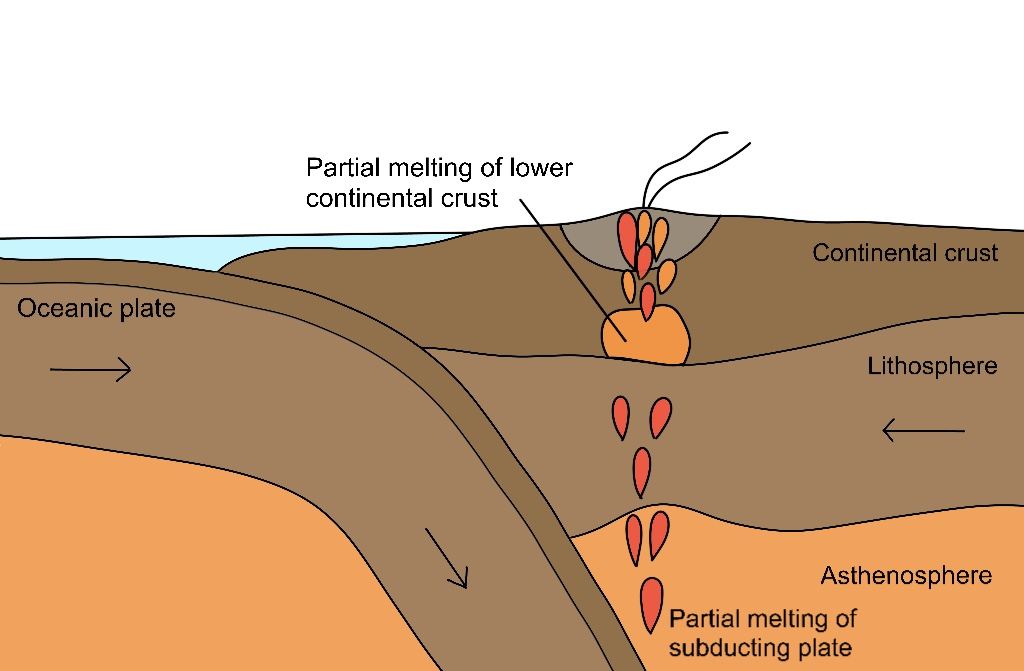
Vulcanismo bimodal en el sistema de arco magmático.

El término vulcanismo bimodal se  refiere a la aparición de lavas máficas y félsicas de un solo centro volcánico con pocas composiciones de magma. Este tipo de vulcanismo se asocia normalmente con las zonas tectónicas extensionales, en particular las grietas (rift).
El vulcanismo bimodal se explica normalmente como el resultado de la fusión parcial de la corteza, creando magmas graníticos, durante el emplazamiento de grandes volúmenes de magma basáltico. Los dos tipos de magma forman cámaras de magma que dan lugar a la erupción periódica de lava.